# Homing (Biologie)
Homing bezeichnet in der Immunologie die Rückkehr immunkompetenter Lymphozyten (Immunzellen) über die Lymphbahnen in die Lymphknoten bzw. über die Blutbahn in die Milz, nachdem sie alle Gewebe durchstreift haben, um körperfremde Strukturen (z. B. von Viren oder Bakterien) aufzuspüren. Dort vermehren sich dann jene Immunzellen, die spezifisch gegen die als fremd erkannten Strukturen gerichtet sind. Sie bilden aktivierte Immunzellen, die dann selbst oder durch die Bildung spezifischer Antikörper die Immunattacke gegen das molekular Fremde ausführen können.

Rezirkulation der Immunzellen